# Anicetas Ignotas
Anicetas Ignotas (* 21. März 1952 in der Rajongemeinde Šilutė) ist ein litauischer Ökonom und ehemaliger Politiker, Vizeminister, Stellvertreter des Wirtschaftsministers Litauens.

## Leben
Nach dem Abitur 1971 an der Mittelschule absolvierte er von 1971 bis 1976 1979 ein Diplomstudium der Wirtschaft und des Ingenieurwesens am Kauno politechnikos institutas (KPI) und wurde Wirtschaftsingenieur. Von 1975 bis 1977 war er Ingenieur am KPI. Von 1977 bis 1980 absolvierte er die Aspirantur an der Universität Moskau in Russland und arbeitete als wissenschaftlicher Mitarbeiter. 1981 promovierte er und wurde Kandidat in Wirtschaftswissenschaft. Von 1981 bis 1989 lehrte er als Dozent an der Parteihochschule Vilnius. Von 1989 bis 1990 leitete er die Abteilung am Wirtschaftsinstitut der Lietuvos mokslų akademija (LMA).
Von 1990 bis 1991 war er Stellvertreter der Wirtschaftsminister Vytas Navickas und Albertas Šimėnas. Von 1991 bis 1992 leitete er als Direktor das Forschungsinstitut für Wirtschaft der LMA. Von 1992 bis 1993 war er stellv. Direktor des Staatsbetriebs „Eiva“ und von 1993 bis 1994  Stellvertreter des Industrie- und Handelsministers, von 1994 bis 1997 Sekretär am Ministerium. Von 1997 bis 2000 war er Berater des Wirtschaftsministers Vincas Kęstutis Babilius. Von 2000 bis 2001 leitete er die Abteilung der Energiewirtschaftsentwicklung am Wirtschaftsministerium Litauens als Direktor. Von 2001 bis 2002 war er Stellvertreter des Wirtschaftsministers Petras Čėsna und von 2002 bis 2009 Ministeriumssekretär. Von 2009 bis 2011 arbeitete er bei VĮ „Energetikos agentūra“ als Oberexperte. Seit 2010 lehrt er als Dozent Public Service Management, Service-Theorie und Betriebswirtschaftslehre sowie war Prodekan an der Fakultät für Sozialwissenschaften der Lietuvos edukologijos universitetas.